# Ludvig Abelin Schou

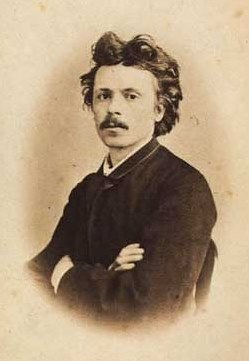
Ludvig Abelin Schou.

Ludvig Abelin Schou, född den 11 januari 1838 i Slagelse, död den 30 september 1867 i Florens, var en dansk målare, bror till Peter Alfred Schou.
Schou studerade vid akademien i Köpenhamn från 1856 samt för Simonsen och Marstrand. Han bodde i Rom från 1864 och hemsände 1866 Romersk lumpsamlare och Italienska bönder (museet i Aarhus) samt Modellen Stella (Hirschsprungs museum). Schou målade under ett besök i hemlandet samma år Chione, dräpt av Diana och återvände så till Italien, där han bortrycktes av kolera. 
Bland hans övriga arbeten märks porträtt av slående karaktärsskärpa (konstmuseet, som även äger Centaurer) samt kompositionerna Leukothea och Hermod hos Hel (båda 1867, i Hirschsprungs museum, som även äger flera skisser, tecknade porträtt och modellstudier). Märkliga är framför allt hans teckningar med nordiskt mytologiska motiv - cykeln Ragnarök med flera -, som saknar nordisk karaktär, men är fantasirika och lidelsefulla kompositioner, enastående i dansk konst.